# Göteborgs Carl Johans församling
Göteborgs Carl Johans församling, är en församling i Carl Johans pastorat i Göteborgs södra kontrakt i Göteborgs stift, belägen i Göteborg och omfattande stadsdelarna Kungsladugård och Sandarna samt stora delar av Majorna.
Tidigare stavades församlingsnamnet officiellt Karl Johan. Ändringen skedde år 2004.

## Historia

### Ursprung
Församlingen har sitt ursprung som annexförsamling inom Örgryte församling utbruten 11 maj 1786, med namnet Mariebergs församling. Där anlades Mariebergskyrkogården år 1787, och en provisorisk kyrka stod färdig samma år. Carl Johans församling bildades genom sammanslagning av Mariebergs församling och Kongliga Amiralitets-Warvsförsamlingen efter att kyrkan för den senare brann ner 29 september 1820, kallad Maria Magdalena-kyrka. Den gemensamma församlingen stadfästes 1824. Den hette först Förenade Kustförsamlingen vid Göteborg, men fick 1828 namnet Carl Johans församling efter den nybyggda Carl Johans kyrka. Den provisoriska kyrkan för Mariebergs församling revs i juni 1826, och den nya kyrkan invigdes första advent 1826.

### Tillkomst
Vid allmän sockenstämma med Carl Johans församling den 11 april 1847, hade ”församlingen hos Kongl. Maj:t i underdånighet sökt att på skäl, som blifvit andragna, få förenas med Göteborg”. Denna framställan bifölls ej av kungen.
Efter nio år gör församlingen ett nytt försök, den 24 februari 1856, och redan den 25 april 1856 skickas en skrivelse till ”Stormäktigste, Allernådigste Konung!” magistraten i Göteborg sammanträdde den 25 juli 1856 för att yttra sig över remissen från Kungl. Maj:t, och man ansåg sammantaget att staden skulle drabbas av ökade utgifter för ”Fattigvården, Polispersonalen och ett icke obetydligt antal nya Embets- och Tjenstemän”. Därefter kom handlingarna till stadens drätselkommission, med namn som Sven Renström, M. Ingelman, August Kobb, Eduard Melin och J. Hedman. Man undertecknade skrivelsen till kungen den 26 augusti 1856 där de föreslog att ”Drätselkommissionen underdånigst måste afstyrka nödigt bifall till denna ansökning”. Även rådhusrätten framförde betänkligheter med hänsyn till att ytterligare ”Tre Rådmän af Justitieklassen och lika antal af Borgerskapets klass” och ”2 Stadsnotarier, 1 Aktuarie, 1 kanslist, 1 Öfverskult, 4 Stadstjenare jämväl 1 Stadsfiskal” krävdes.
Fler utredningar följde mellan 1857 och 1863 där församlingen granskades på alla sätt. En viss effekt uppnåddes med skrivelsen av den 31 augusti 1858 eftersom Kungl. Maj:t den 3 december 1858 hemställde till ”Befallningshafvande” i Göteborgs och Bohus län att ordna med en kommitté med ledamöter från både Göteborgs stad och Carl Johans församling. Kommittén skulle bereda ett nytt underlag och yttra sig i frågan. Man enades den 1 juni 1863 att tillstyrka införlivandet med staden av församlingens hela område, och den 12 augusti samma år skickades en ny ansökan till Kungl. Maj:t. En införlivning med Göteborg tillstyrktes genom kungligt brev den 1 februari 1867, och den 1 januari 1868 inkorporerades församlingen med Göteborgs stad.

### Administrativa omregleringar
Församlingen var annex till Örgryte församling till 1883, då den som eget pastorat blev ecklesiastiskt förenad med Göteborg. Borgerligt hade området införlivats redan 1868. Vid den nya församlingsindelningen 1908 överflyttades i samband med den gamla Masthuggsförsamlingens uppdelning på olika församlingar vissa områden av Carl Johans församling till de nyreglerade Masthuggs och Oscar Fredriks församlingar. 
År 1938 var församlingens gränser enligt kungligt brev av den 27 april 1906 (som 1908 års församlingsindelning grundar sig på): Djurgårdsgatan, rakt utdragen till Göta älv–Allmänna Vägen–Stigbergstorget–Bangatan–Slottsskogen–Slottsskogslägenheten Dalen–stadens gräns mot landsbygden och Göta älv. 
Enligt kungligt brev av den 23 maj 1930 införlivades Nya Varvets församling i Carl Johan den 1 januari 1931.
Från Carl Johans församling och till Masthuggs församling överfördes 1951 delar av Majornas II:a rote och merparten av Majornas III:e rote (med 14 875 invånare och omfattande en areal av 0,71 km² varav 0,67 km² land), samt 1967 stadsdelen Nya Varvet till Älvsborgs församling. Församlingen omfattade 1972 stadsdelarna Majornas 1 rote, delar av Majornas II och III rotar samt stadsdelarna Kungsladugård och Sandarna.
Församlingen utgjorde till 2018 ett eget pastorat för att därefter ingå i Carl Johans pastorat.

## Areal
Göteborgs Carl Johans församling omfattade den 1 januari 1976 en areal av 3,6 kvadratkilometer, varav 3,1 kvadratkilometer land.

## Befolkningsutveckling
| Befolkningsutvecklingen i Göteborgs Carl Johans församling 1805–2015 | Befolkningsutvecklingen i Göteborgs Carl Johans församling 1805–2015 | Befolkningsutvecklingen i Göteborgs Carl Johans församling 1805–2015 | Befolkningsutvecklingen i Göteborgs Carl Johans församling 1805–2015 | Befolkningsutvecklingen i Göteborgs Carl Johans församling 1805–2015 |
| --- | -------------------------------------------------------------------- | -------------------------------------------------------------------- | -------------------------------------------------------------------- | -------------------------------------------------------------------- |
| |                                                                      |                                                                      |                                                                      |                                                                      |
| År |                                                                      |                                                                      | Folkmängd                                                            |                                                                      |
| 1805 | 1805                                                                 |                                                                      | 5 270                                                                |                                                                      |
| 1810 | 1810                                                                 |                                                                      | 5 510                                                                |                                                                      |
| 1820 | 1820                                                                 |                                                                      | 7 282                                                                |                                                                      |
| 1830 | 1830                                                                 |                                                                      | 5 598                                                                |                                                                      |
| 1840 | 1840                                                                 |                                                                      | 5 882                                                                |                                                                      |
| 1850 | 1850                                                                 |                                                                      | 7 537                                                                |                                                                      |
| 1860 | 1860                                                                 |                                                                      | 9 128                                                                |                                                                      |
| 1870 | 1870                                                                 |                                                                      | 12 742                                                               |                                                                      |
| 1880 | 1880                                                                 |                                                                      | 18 795                                                               |                                                                      |
| 1890 | 1890                                                                 |                                                                      | 16 714                                                               |                                                                      |
| 1900 | 1900                                                                 |                                                                      | 18 777                                                               |                                                                      |
| 1910 | 1910                                                                 |                                                                      | 19 688                                                               |                                                                      |
| 1920 | 1920                                                                 |                                                                      | 26 201                                                               |                                                                      |
| 1930 | 1930                                                                 |                                                                      | 36 895                                                               |                                                                      |
| 1935 | 1935                                                                 |                                                                      | 45 987                                                               |                                                                      |
| 1940 | 1940                                                                 |                                                                      | 49 496                                                               |                                                                      |
| 1945 | 1945                                                                 |                                                                      | 52 148                                                               |                                                                      |
| 1950 | 1950                                                                 |                                                                      | 35 437                                                               |                                                                      |
| 1955 | 1955                                                                 |                                                                      | 33 939                                                               |                                                                      |
| 1960 | 1960                                                                 |                                                                      | 30 329                                                               |                                                                      |
| 1965 | 1965                                                                 |                                                                      | 26 177                                                               |                                                                      |
| 1970 | 1970                                                                 |                                                                      | 21 929                                                               |                                                                      |
| 1975 | 1975                                                                 |                                                                      | 18 827                                                               |                                                                      |
| 1980 | 1980                                                                 |                                                                      | 17 232                                                               |                                                                      |
| 1985 | 1985                                                                 |                                                                      | 16 797                                                               |                                                                      |
| 1990 | 1990                                                                 |                                                                      | 17 023                                                               |                                                                      |
| 1995 | 1995                                                                 |                                                                      | 18 372                                                               |                                                                      |
| 2000 | 2000                                                                 |                                                                      | 18 635                                                               |                                                                      |
| 2005 | 2005                                                                 |                                                                      | 19 011                                                               |                                                                      |
| 2010 | 2010                                                                 |                                                                      | 19 779                                                               |                                                                      |
| 2015 | 2015                                                                 |                                                                      | 20 260                                                               |                                                                      |
| Anm: För åren 1805-1945: befolkning enligt folkräkning 31 december enligt den administrativa indelningen den 1 januari följande år. 1950 avser befolkning enligt folkräkning den 31 december enligt den administrativa indelningen den 1 januari 1952. 1955-2015 avser befolkning 31 december enligt den administrativa indelningen den 1 januari följande år. Sedan 1 januari 2016 sker inte folkbokföring per församling och därmed kan det hända att vissa personer inte ingår i församlingens folkmängd då de är skrivna på den fiktiva fastigheten På kommunen skriven som inte delas upp på församlingsnivå då de inte kunnat folkbokföras på en särskild befintlig fastighet. Den totala befolkningen i Svenska kyrkans församlingar är därför något lägre än den totala befolkningen i riket. Personer som var kyrkobokförda i den icke-territoriella Tyska Christinae församling men som bodde inom Göteborgs Carl Johans församlings gränser ingår först från och med 2000. |                                                                      |                                                                      |                                                                      |                                                                      |

## Kyrkor

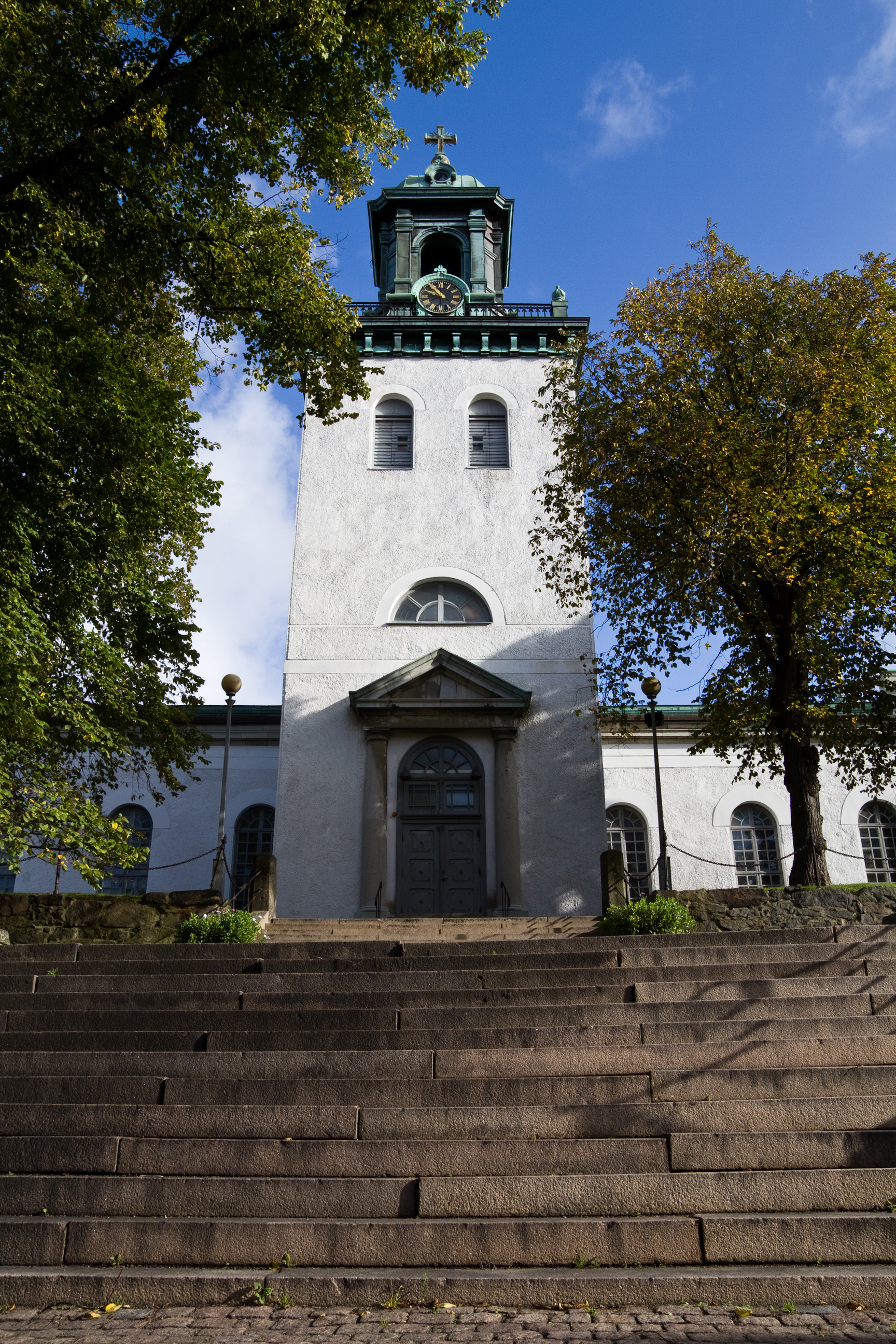
Carl Johans kyrka
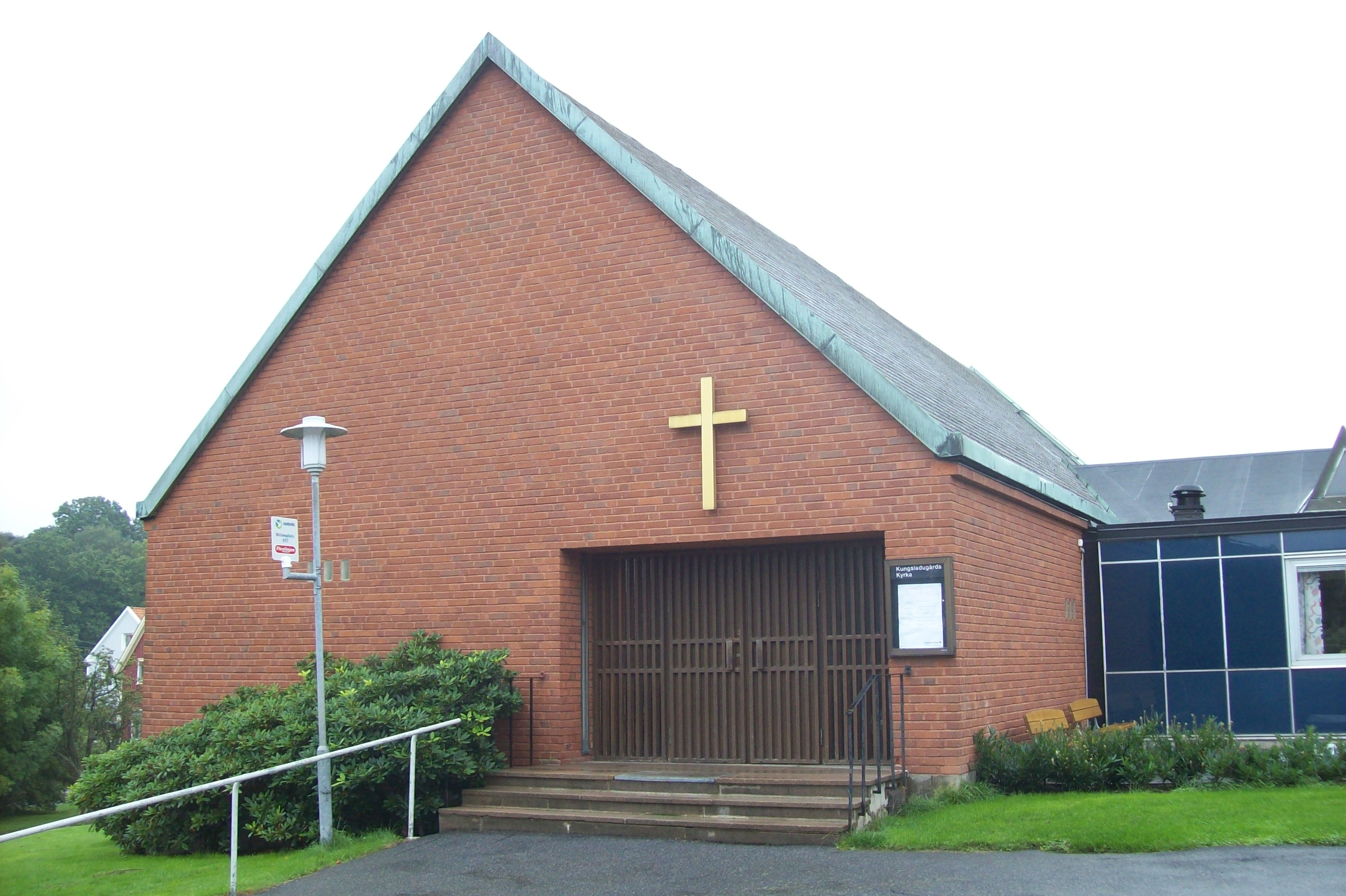
Kungsladugårds kyrka
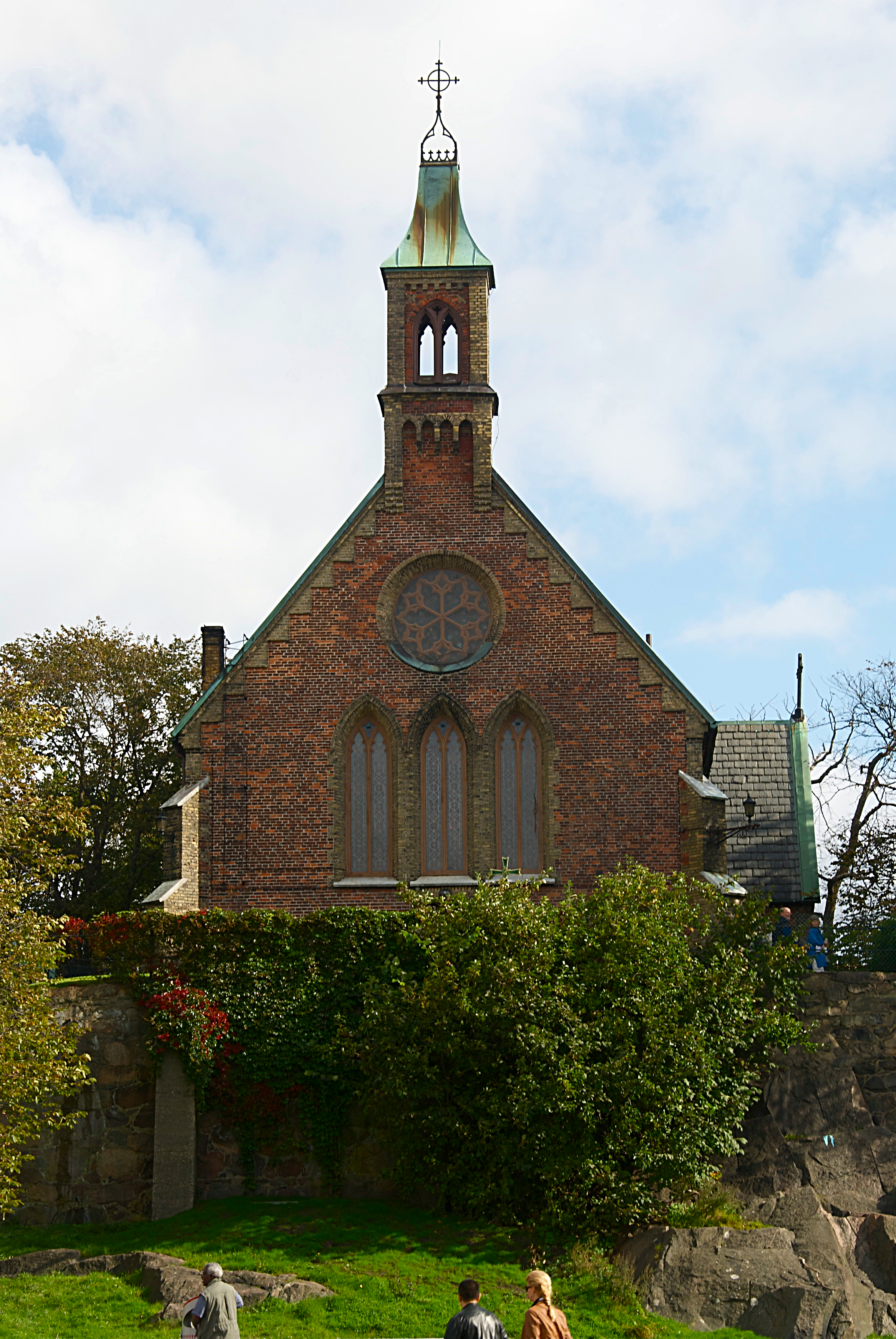
Sankta Birgittas kapell

Carl Johans församlingshem togs i bruk 1970, den enda större investeringen i församlingen på 87 år. Det var avsett som ett öppet hus för församlingsborna — ett slags allaktivitetshus. Kostnaden uppgick till cirka två miljoner kronor.